# Caboc
Caboc és un formatge típic de la cuina escocesa que posseeix una estructura cremosa, s'elabora amb double cream o llet enriquida amb crema.
Aquest formatge lliure d'arrel té forma de rotllo. Se sol servir amb l'esmorzar oatcakes o amb torrades. La textura és suau, una mica més granulós que la nata muntada, amb un color pàl·lid tirant a groc. El continguts de greix està en l'interval de 67-69%, la qual cosa el fa comparable amb altres formatges europeus com el Mascarpone. Històricament aquest formatge es va associar amb la gent adinerada, a diferència del formatge similar Crowdie que s'elabora amb productes làctics de baixa qualitat.